# Christian Barnekow (komponist)
 Der er flere personer med dette navn, se Christian Barnekow.
Christian Barnekow (født 28. juli 1837 i St. Sauveur, Frankrig, død 20. marts 1913) var en dansk komponist og titulær professor, far til Brita Barnekow.
Han var morfar til komponisten Povl Hamburger og barnebarn af livlæge Christian Fenger og beslægtet med komponisten Johanne Fenger gennem moderen. Familienavnet Barnekow kan føres tilbage til en adelsslægt på Rygen i 1200-tallet. Medlemmer af slægten har boet i Danmark og Sverige siden ca. 1500, og er naturaliseret som svensk adel og ophøjet til svenske grever.. Christian og hans bror Sophus Carl Christian blev adlet i Danmark i 1877.

## Levned
Christian Barnekow blev født og boede sine første 2 år i St. Sauveur, departementet Hautes-Pyrénées i Frankrig, hvor familien opholdt sig på grund af faderens dårlige helbred. Da faderen døde i 1839 flyttede familien hjem til København hvor han voksede op i sin morfars hus.
Barnekow fik musikundervisning af Niels Ravnkilde og senere af Edvard Helsted. Efter at være blevet student i 1856 arbejdede han videre med musikken og blev en dygtig klaver- og orgelspiller og begyndte også at komponere. Barnekow var økonomisk uafhængig og påtog sig aldrig et varigt betalt arbejde. Sammen med jævnaldrende musikere og komponister (bl.a. Emil Hartmann, Jørgen Malling, August Winding og Gottfred Matthison-Hansen) arrangerede han abonnementskoncerter på det københavnske hotel Phønix. Her blev hans op. 1 opført i 1861. Han underviste sporadisk og optrådte som organistvikar bl.a. for J.P.E. Hartmann og Niels W Gade og derudover deltog han i musikrelateret foreningsarbejde. han var bl.a. formand for Musikforeningen fra 1895 til sin død og medstifter og en tid formand for Samfundet til udgivelse af dansk musik. Han var Ridder af Dannebrog.

## Værk
For Samfundet til Udgivelse af dansk Musik arrangerede han musik i klaverudtog. F.L.Æ. Kunzens Gyrithe, Johann Hartmanns Balders Død og Fiskerne og musik af Diderik Buxtehude er nogle af hans arbejder i denne genre. I 1908 udgav han: Ältere geistliche Lieder 1-8 med musik af Johann Christian Bach, Carl Philipp Emanuel Bach og J.A.P. Schultz i bearbejdelse.
Hans værk indeholder nogle få kammermusikværker, men størsteparten af hans arbejde er romanceagtige sange til både verdslig og kirkelig brug. I samtiden var hans melodier populære. I Dansk biografisk Leksikon 1905 roses han for: "Den simple, beskedne, inderlige Melodi (som) var det, han særlig gjorde til sin Opgave, og her har han præsteret betydeligt i den gode Forstand «folkelige» og religiøse Retning.”
Han var således også bidrager til, redaktør af og rådgiver for flere udgivelser af salmesamlinger og koralbøger. Imidlertid var der i tiden en strid mellem 2 retninger for hvordan en folkelig sang eller salme skulle se ud. Barnekow stod på den gamle romanceagtige tradition tilbage fra Weyse, Henrik Rung og A.P. Berggreen, men det var den nye stil med Thomas Laub og Carl Nielsen i spidsen, der gik af med sejren. I Koralbogen fra 1949 af Mogens Wøldike og Jens Peter Larsen står der 9 melodier af Barnekow. For ca. halvdelens vedkommende er de dubleret af andre melodier til den samme tekst, hvoraf flere er komponeret af Thomas Laub. I de senere år er interessen for den romantiske stil imidlertid igen stigende, og Barnekows melodier foretrækkes flere steder frem for Laubs, en udvikling der også antydes i den nye udgave af Den Danske Koralbog fra 2003, hvor yderligere to melodier af Barnekow er medtaget.[kilde mangler].

## Samler
Barnekow var også en passioneret samler, hvoraf frugten bl.a. blev et righoldigt bibliotek, som ikke kun rummede musikalske værker. Han havde også en stor kunstsamling samlet af hans bedstefader og forøget af hans moder, som især indeholdt ypperlige eksempler på af ældre dansk kunst, og som han selv forøgede med guldalderens værker. Den rummede bl.a. værker af Toussaint Gelton, Herman Koefoed (Portræt af Christian Fenger, 1775), Erik Paulsen (Kunstens genius, 1786, og Badende nymfe, 1787), F.C. Camradt, Henrik Plötz (Franz I og Josef II af Østrig (begge emalje), Christian David Gebauer (Kosakker i nærheden af Dresden, 1813), Martinus Rørbye (C.A. Lorentzen i sit atelier, 1827, og Kirurgen Christian Fenger med hustru og datter, 1829), Adam Gjelstrup, Maria Grove, Peter Raadsig (Italienske bønder ved et Madonnabillede, 1847), Frederik Kraft (Motiv mellem Tivoli og Gerano, 1854), Christen Dalsgaard (En pige, der pynter en grav, 1858), Hermania Neergaard og Hanne Hellesen.
Hans store nodesamling findes nu i Musikhistorisk Museum.

## Værker

### med opusnumre
- op. 1 Klavertrio i f#-mol (1861)
- op. 4 Den ensomme (sang)
- op. 6 Tre Sange
- op. 7 Digte af Chr. Richardt
- op. 8 Fyra sånger af Zacharias Topelius (damekor og orkester – 1885)
- op. 11 Sange efter finske digtere (1890)
- op. 12 Klaverkvartet (1905)
- op. 14 Russiske folkesange efter Thor Lange (1892)
- op. 13 Dronningens Klage (1892)
- op. 15 Sange for mandskor
- op. 17 Sange for blandet kor (1894)
- op. 18 Sange for mandskor
- op. 19 Nocturner (1898)
- op. 20 Strygekvintet (1905)
- op. 21 Sange for mandskor
- op. 22 Nord og Syd (duetter – 1901)
- op. 23 Violinsonate (1907)
- op. 24 Klaversonate (1907)
- op. 26 Sange for mandskor
- op. 27 Christian Barnekow (ballade 1907 – Drachmanns tekst om navnebroderen)
- op. 29 Idyller (strygeorkester 1910)

### sangbøger
- 100 åndelige sange (1864, 1870, 1874, 1903)
- Bibelske og kirkehistoriske sange (1868)
- Sange fra Nordens Sagnhistorie (1873)
- Fædrelandshistoriske Sange (1875)
- Sønderjyske Viser (1868)
- Nye Melodier til gamle Folkeviser (1870)

### kantater
- Kantate til Kunstakademiet stiftelsesfest
- Kantate Holbergfesten på Sorø Akademi (1884)
- Kantate til årsfesten på Efterslægtselskabets Skole
- Kantate til indvielsen af Grundtvigs hus

### andet
- Sekstet (1862)
- Humoresker (firhændigt klaver 1869)
- Ältere geistliche Lieder 1-8 (1908)
- ca. 150 orgelpræludier i 4 hæfter
- Sange i Wikisource